# Пелиады (пьеса)
«Пелиады» (др.-греч. Πελιάδες) — трагедия древнегреческого драматурга Еврипида на сюжет, связанный с мифом об аргонавтах. Была впервые поставлена на сцене в 456 или 455 году до н. э. и стала первым произведением этого автора (на тот момент 24- или 25-летнего). Текст «Пелиад» полностью утрачен, содержание пьесы известно только благодаря пересказу, сохранившемуся в составе других произведений античной литературы.

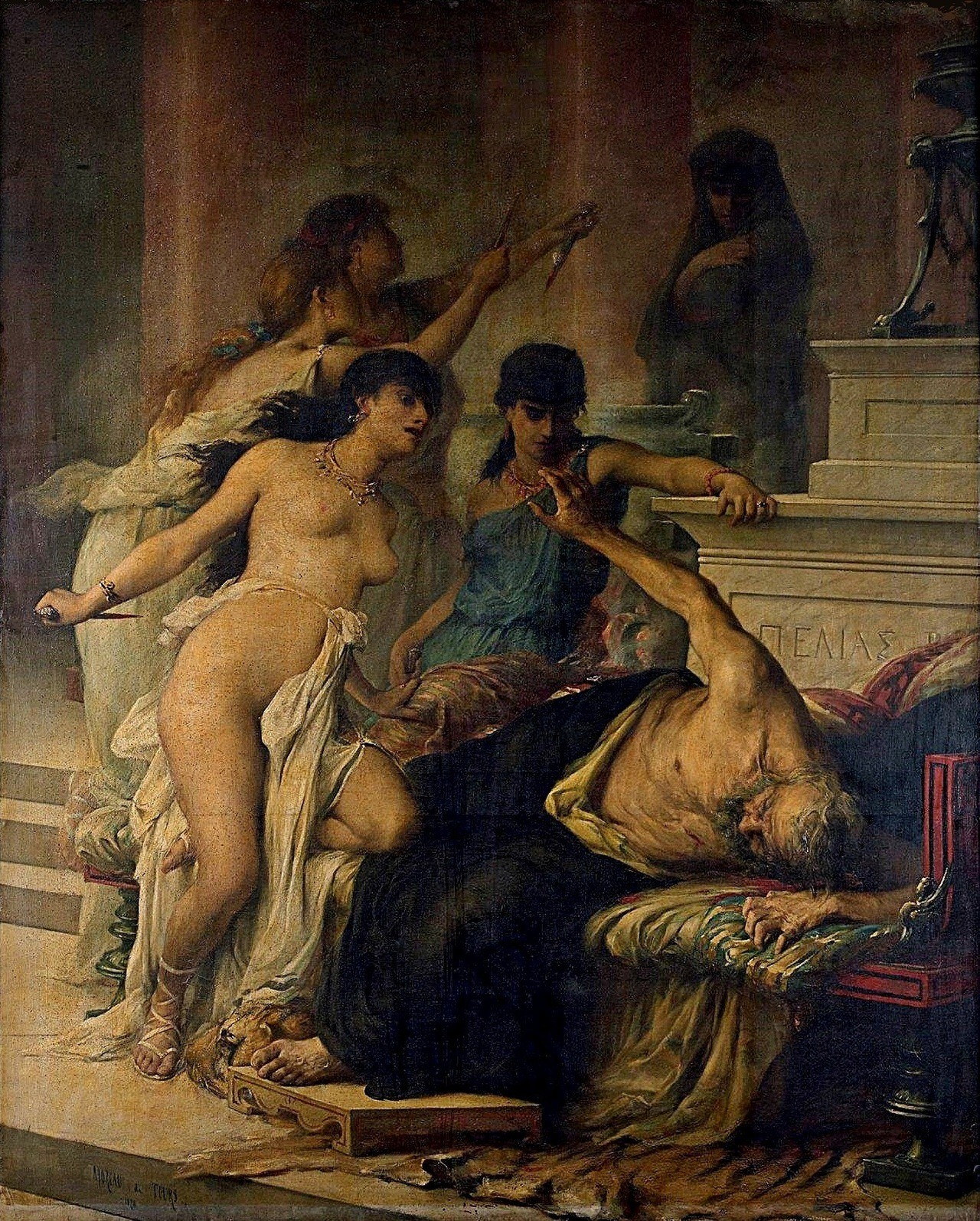
Убийство Пелия его дочерьми. (Жорж Моро де Тур, 1878)

Заглавные героини трагедии — мифологические персонажи, дочери царя Иолка Пелия (их количество и имена варьируются в разных источниках). Само слово «Пелиады» было впервые использовано Еврипидом, хотя сюжет известен задолго до него. Когда двоюродный брат Пелиад Ясон возвращается из Колхиды с золотым руном, они пытаются настроить его против волшебницы Медеи. Той удаётся свершить жестокую месть. Медея говорит Пелиадам, будто знает, как вернуть молодость Пелию: нужно разрубить его тело на куски и сварить в котле. Пелиады убивают отца, разрубают и варят, но он, вопреки их ожиданиям, не оживает.
Медея из «Пелиад» стала первой из целого ряда героинь Еврипида, для которых превыше всего любовь и связанное с ней желание мстить. Позже она появилась в ещё одной трагедии этого автора. Антиковед Герберт Миероу предположил, что на первую пьесу Еврипида повлиял «Агамемнон» Эсхила, в которой действие тоже начинается с получения важного известия с помощью системы сигнальных огней.
Существовали ещё трагедия Афарея и комедия Дифила с тем же названием, но о них ничего не известно. Трагедию «Пелиады», впоследствии полностью утраченную, написал и римлянин Семпроний Гракх, любовник Юлии Старшей.